# 越美線
越美線是日本國有鐵道曾計畫鋪設的一條鐵路線，連結福井縣福井市南福井車站與岐阜縣美濃加茂市美濃太田車站。路線名稱取自兩縣的古令制國——越前國與美濃國。

## 簡介
日本國有鐵道分別於岐阜縣與福井縣開始此線的工程，其中岐阜縣美濃太田車站至美濃町車站間17.7公里路段於1923年開業通車，路線名為越美南線；福井縣南福井車站至勝原車站間43.1公里路段於1960年開業通車，路線名為越美北線。
1934年，越美南線開通至北濃車站；1972年，越美北線開通至九頭龍湖車站。但因1960年代後國鐵財務狀況不佳，於1968年提出了應予廢線的赤字83線，越美北線被列入其中，北濃車站與九頭龍湖車站間銜接路線的工程因此停工不再施做。兩地間交通由國鐵巴士開行大野線代替。
1984年，越美南線因每日平均乘車人數小於2000人次，被列為第二批應廢止的特定地方交通線。地方上開始組織越美南線運行對策準備會，並於1986年籌設第三部門鐵道公司，定名為長良川鐵道，同年12月11日起正式接管越美南線。
原本被列為赤字83線的越美北線，因替代公路每年至少有10天以上因積雪無法通行，而逃過被廢線的命運。1987年4月1日日本國鐵分割民營化時，由JR西日本繼續經營，起點改至越前花堂車站。

## 計劃路線資料
- 路線距離（營業里程）：約148.6公里（未完工區間約24公里）
- 軌距：1067公釐
- 車站數：60站（含起點與終點站及已開業區間的站，未完工區間車站數量未知）
- 雙軌區間：無
- 電氣化區間：無

## 另見
- 未成線